# Gomulkovské tání

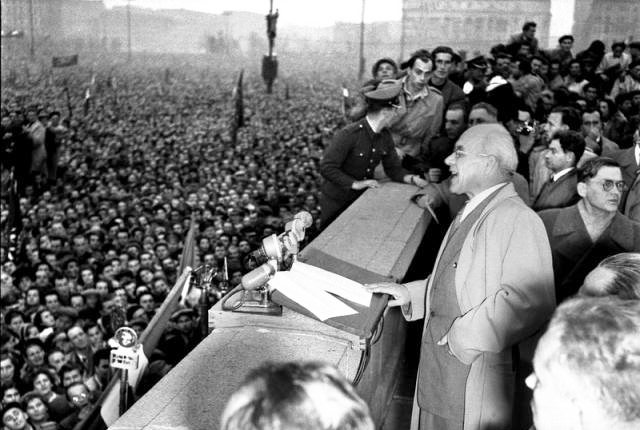
Władysław Gomułka mluví na shromáždění u Paláce kultury ve Varšavě, 24. října 1956

Gomulkovské tání, v Polsku nejčastěji Październik, Październik '56 čili Polský říjen, byla změna politiky v Polské lidové republice v druhé polovině roku 1956, spolu s nástupem W. Gomulky do čela vlády a liberalizací politického systému. Termín „Gomulkovské tání“ byl odkazem na román Tání Ilji Erenburga (1957).

## Předehra
Gomulkovské tání bylo důsledkem smrti J. V. Stalina (březen 1953) a souvisejících změn v SSSR, vyzrazení Stalinových zločinů v tajném projevem N. S. Chruščova ze dne 25. února 1956 na XX. sjezdu KSSS, záhadné smrti Boleslava Bieruta v Moskvě (březen 1956) a Poznaňského povstání.
Od událostí v Poznani (28. června 1956) vzrůstalo v Polsku napětí. Orgány strany si to uvědomovaly a zoufale hledaly cestu ze zhoršující se situace. V noci z 18. na 19. října oddíly severní skupiny vojsk sovětské armády opustily své posádky v Dolním Slezsku a Pomořansku a začaly pochod k Varšavě. Den před VIII. plénem ústředního výboru Polské sjednocené dělnické strany (19. října 1956) nečekaně přiletěl do Varšavy Nikita Chruščov s velkou delegací. 21. října plénum rozhodlo předat moc Gomulkovi. Byl vybrán na post prvního tajemníka strany jako kandidát přijatelný pro obě frakce strany – konzervativní "natolinské" a liberální "pulawské". Jeho kandidatura byla přijata sovětskou delegací.

## Reformy
Na velikém shromáždění u Paláce Kultury 24. října Gomulka odsoudil stalinismus a oznámil reformy zaměřené na demokratizaci režimu. Bezprostředně po těchto událostech maršál Konstantin Konstantinovič Rokossovskij a mnoho dalších sovětských důstojníků, kteří sloužili v ozbrojených silách Polské lidové republiky, opustilo Polsko.
16.–18. listopadu 1956 byl Gomulka v Moskvě na jednání se sovětskými orgány. Bylo dohodnuto repatriovat 30 000 Poláků ze Sovětského svazu. Funkcionář strany Gomulka tím nečekaně získal širokou popularitu. V Polsku byla propuštěna z vězení část politických vězňů a duchovenstva, včetně kardinála Stefana Wyszyńskieho. Polští spisovatelé a umělci získali tvůrčí svobody. Skončil monopol socialistického realismu a výsledkem byly nové kulturní iniciativy. Byla ukončena kolektivizace zemědělství, bylo rehabilitováno asi 1500 politických vězňů a město Stalinogród se vrátilo ke svému bývalému jménu Katowice.
Zároveň v tu dobu sovětská armáda, mezi 4. až 10. listopadem, brutálně potlačila maďarské povstání.

## Konec tání
Polský říjen byl velmi krátký. Gomulka neměl odvahu a představivost pro dokončení ohlášených reforem. Prvním příznakem změny politického kurzu byla likvidace studentského týdeníku Po Prostu (Přímo) v roce 1957. Tím začalo období stagnace, které trvalo až do převzetí moci Edwardem Gierkem v prosinci 1970.